# کولی ا وولتورنو
کولی ا وولتورنو (به ایتالیایی: Colli a Volturno) یک کومونه در ایتالیا است که در استان ایسرنیا واقع شده‌است.

## خصوصیات
کولی ا وولتورنو ۲۴٫۳ کیلومترمربع مساحت و ۱٬۳۷۷ نفر جمعیت دارد.